# Skigebiet Polana Szymoszkowa

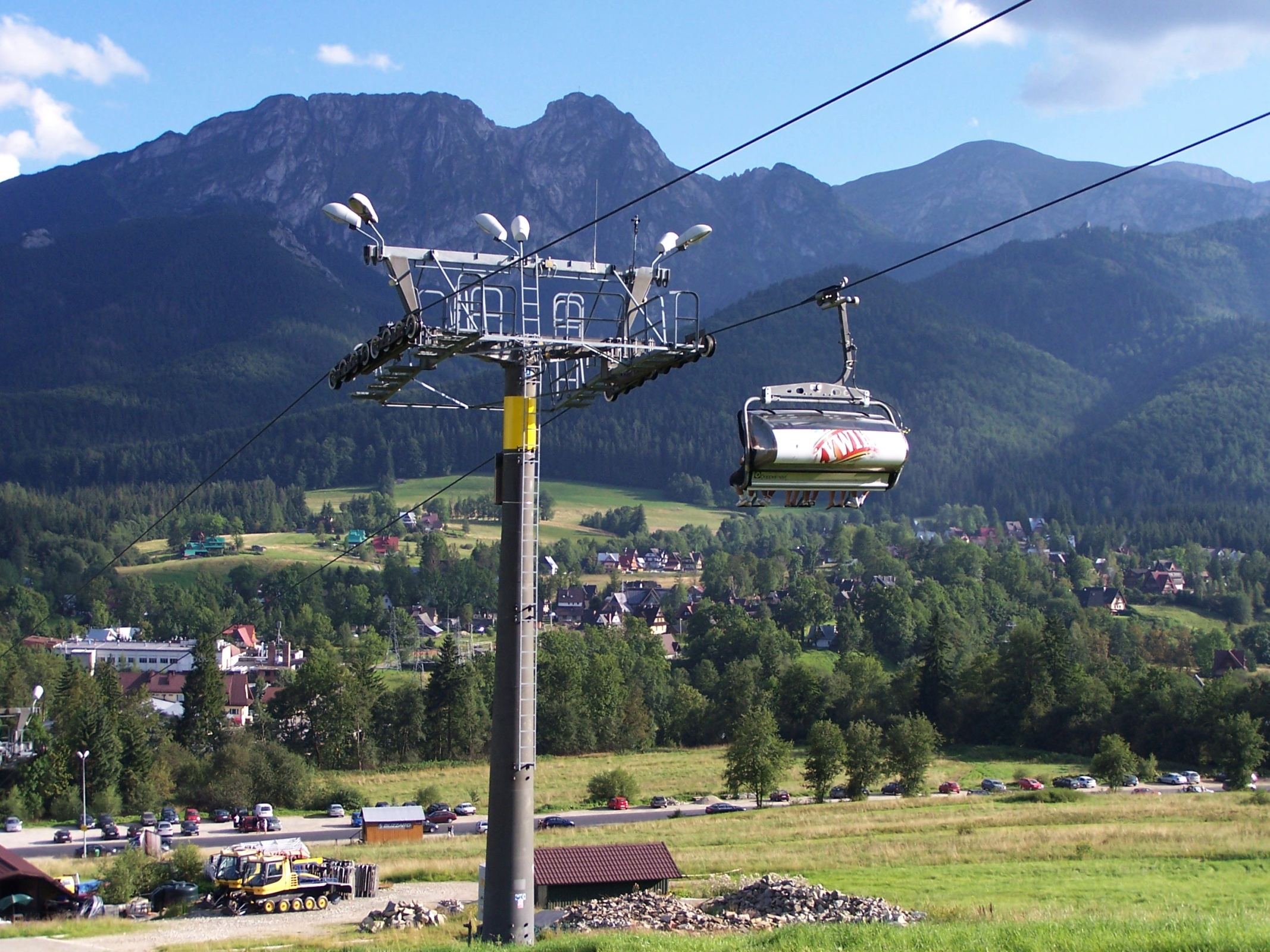
Längere Seilbahn im Sommer

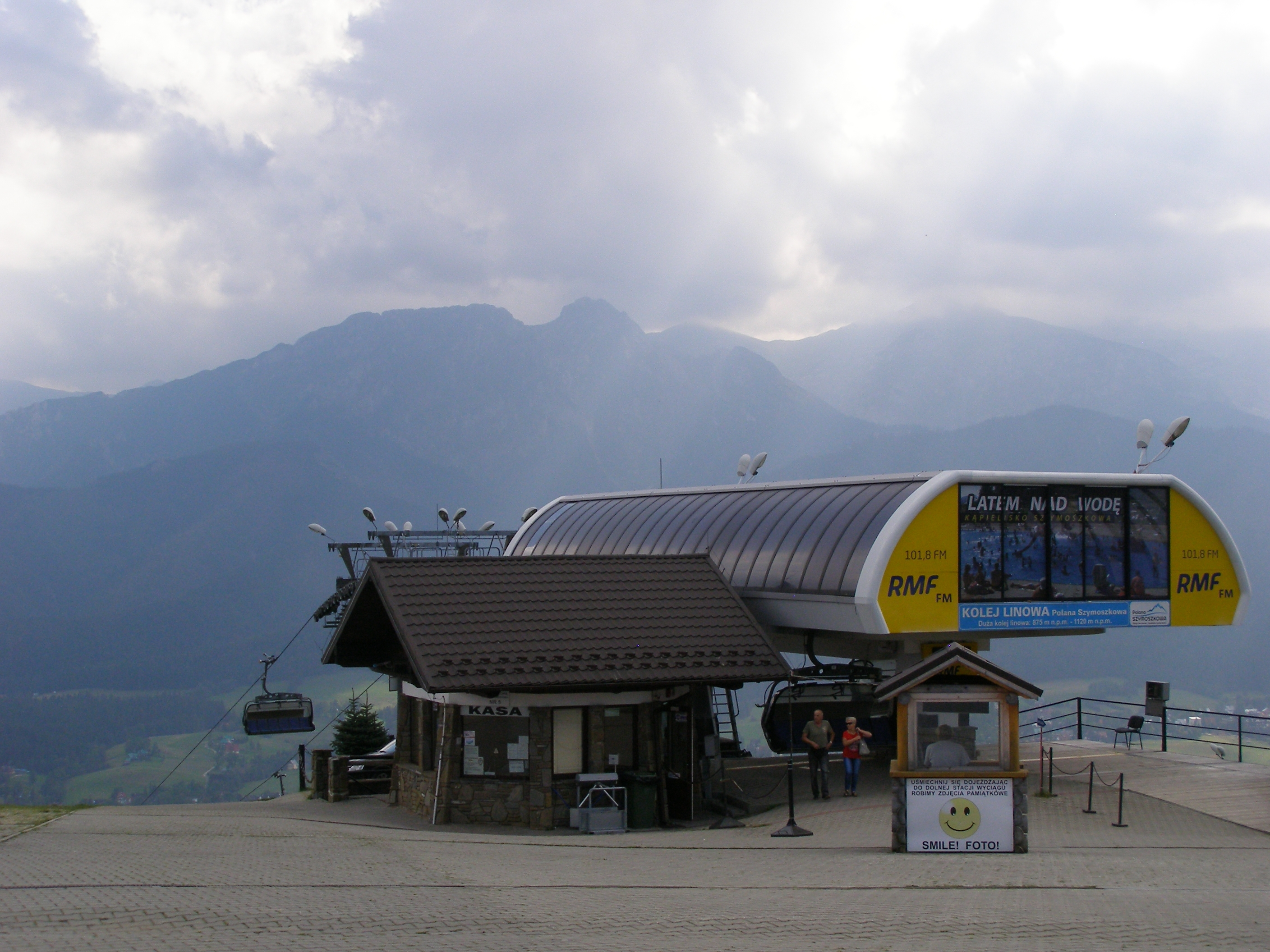
Obere Station

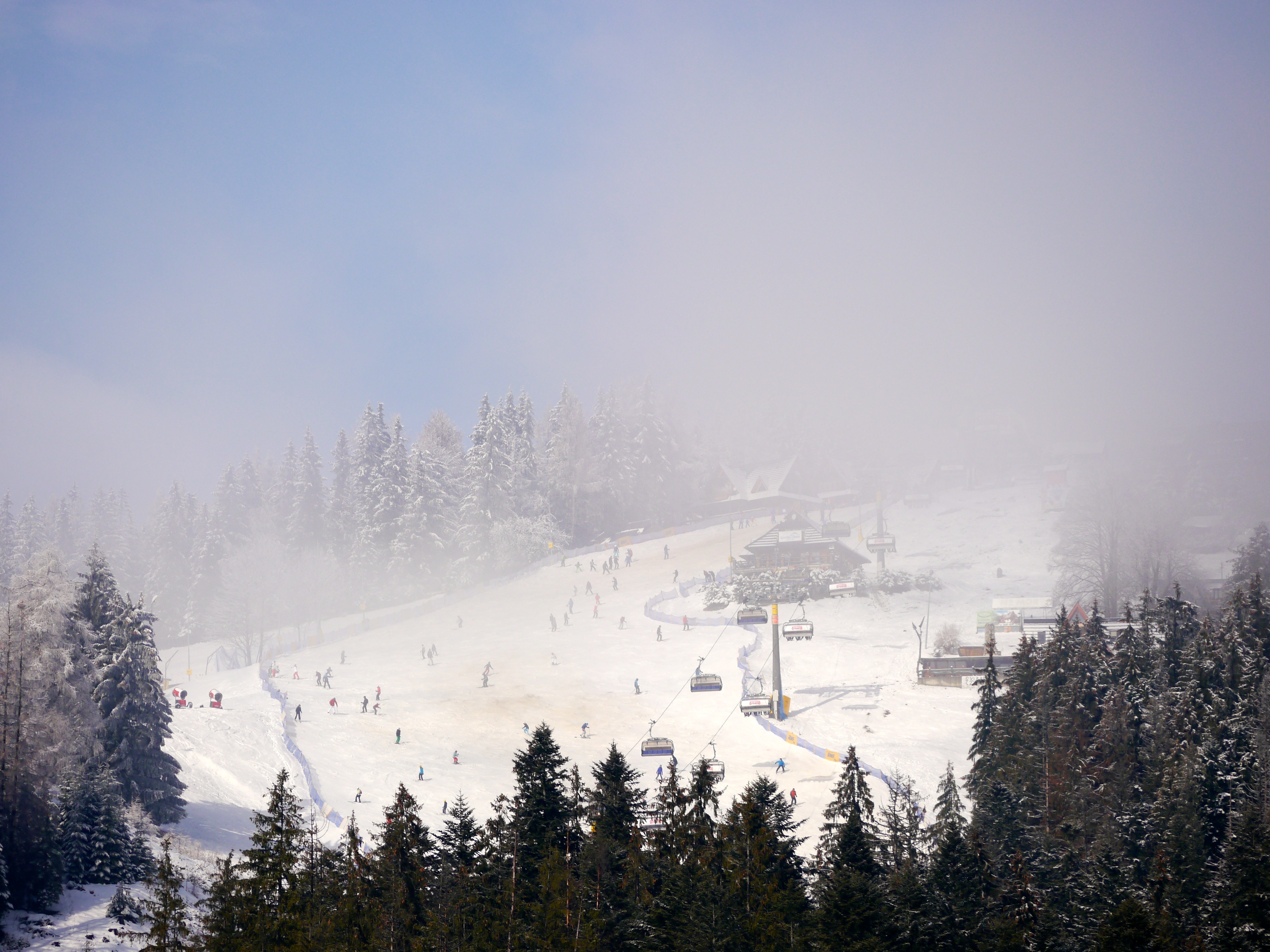
Piste im Winter

Das Skigebiet Polana Szymoszkowa liegt auf dem Gipfel und den Nordhängen der Gubałówka in dem polnischen Gebirgszug Pogórze Gubałowskie auf dem Gemeindegebiet von Zakopane im Powiat Tatrzański in der Woiwodschaft Kleinpolen. Es befindet sich außerhalb des Tatra-Nationalparks. Das Skigebiet wird von dem Unternehmen Dorado Sp. z o.o. betrieben, dessen Eigentümer zu 75 % österreichische Investoren sind.

## Lage
Das Skigebiet befindet sich auf einer Höhe von 875 bis 1120 m. Der Höhenunterschied der Pisten beträgt ca. 250 m. Es gibt eine rote (schwierige) sowie eine blaue Piste. Die Gesamtlänge der Pisten umfasst ca. 1,7 km, wobei die längste Piste 1,3 km lang ist.

## Geschichte
Das Skigebiet wurde 1994 angelegt. Die Skilift Nosal wurden 1997 errichtet.

## Beschreibung

### Skilifte
Im Skigebiet gibt es zwei Sessellifte und einen Kinderlift. Insgesamt können bis zu 5000 Personen pro Stunde befördert werden.

#### Skilifte Polana Szymoszkowa
Die zwei Skilifte führen von Zakopane bis knapp unter den Bergrücken der Gubałówka. Ihre Längen betragen ca. 1300 m sowie 360 m.
| Name          | Art        | Hersteller                  | Breite Personen | Länge (m) | Zeit (min) | Höhenunterschied (m) | Personen pro Stunde | Obere Station    | Obere Station | Untere Station | Untere Station | Vmax (m/s) |
| Name          | Art        | Hersteller                  | Breite Personen | Länge (m) | Zeit (min) | Höhenunterschied (m) | Personen pro Stunde | Ort              | Höhe (m üNN)  | Ort            | Höhe (m üNN)   | Vmax (m/s) |
| ------------- | ---------- | --------------------------- | --------------- | --------- | ---------- | -------------------- | ------------------- | ---------------- | ------------- | -------------- | -------------- | ---------- |
| Längerer Lift | Sessellift | Doppelmayr/Garaventa-Gruppe | 6               | 1291      | 6          | 250                  | 3000                | Unter dem Gipfel | 1120          | Untere Station | 875            |            |
| Kürzerer Lift | Sessellift |                             | 4               | 360       |            | 60                   | 2000                | Mittlere Station | 925           | Untere Station | 875            |            |

### Skipisten
Von der Gubałówka führen zwei Skipisten ins Tal.
| Name          | Schwierigkeit | Start            | Start        | Ziel           | Ziel         | Länge (m) | Höhenunterschied (m) | Neigung (%) | Licht | Kunstschnee | FIS    | FIS | Anmerkungen |
| Name          | Schwierigkeit | Name             | Höhe (m üNN) | Name           | Höhe (m üNN) | Länge (m) | Höhenunterschied (m) | Neigung (%) | Licht | Kunstschnee | Nummer | bis | Anmerkungen |
| ------------- | ------------- | ---------------- | ------------ | -------------- | ------------ | --------- | -------------------- | ----------- | ----- | ----------- | ------ | --- | ----------- |
| Längere Piste | Rot           | Obere Station    | 1120         | Untere Station | 875          | 1300      | 245                  | 20          | ja    | ja          |        |     |             |
| Kürzere       | Blau          | Mittlere Station | 935          | Untere Station | 875          | 400       | 60                   | 17          | ja    | ja          |        |     |             |

## Infrastruktur
Das Skigebiet liegt im Zentrum von Zakopane und ist mit dem Pkw erreichbar. An der unteren Station gibt es Parkplätze und das Luxushotel Mercure-Kasprowy sowie das Thermalbad Terma Polana Szymoszkowa. Im Skigebiet sind eine Skischule sowie ein Skiverleih tätig. Zum Skigebiet gehören auch mehrere Restaurants.